# طبیعت‌گرایی (فلسفه)
طبیعت‌گرایی یا ناتورالیسم (به فرانسوی: naturalisme) معمولاً در اشاره به این باور فلسفی بکار می‌رود که تنها قوانین و نیروهای طبیعت (نه قوانین و نیروهای فرا طبیعی) در جهان فعال اند و چیزی فراتر از جهان طبیعی نیست. پیروان این اندیشه را نچرالیست یا طبیعت‌گرا می‌نامند. آنها بر این باورند که قوانین طبیعی است که بر ساختار و رفتار عالم طبیعی حاکم است و کائنات مخلوق صرف همین قوانین است و آماج دانش کشف و انتشار بسامان قوانین طبیعی است. توجه داشته باشید که طبیعت‌گرا در عین حال به کسانی که در گیر پژوهش‌های علمی (یا آموزش) طبیعت و جهان طبیعی (به ویژه رشته‌های جانوری و گیاهی) هستند گفته می‌شود تا از کسانی که دارای مشرب فلسفی خاصی هستند متمایز گردند. در این معنا «طبیعت‌گرا» و «زیست‌بوم گرا» مترادف یکدیگر می‌شوند.
فیلسوف پاول کورتز می‌گوید بهترین راه شرح طبیعت کارگیری اصول مادی، از جمله جرم و دیگر خواص فیزیکی و شیمیائی پذیرفته شده جامعه علمی است. افزون بر این، این معنا از طبیعت‌گرایی بر این است که روح، شبح و خدایان واقعیت نداشته طبیعت را هدفی نیست. معمولاً این معنای طبیعت‌گرایی را طبیعت‌گرایی متافیزیکی یا فلسفی می‌نامند.
خدا باوران مخالف این اندیشه‌اند که هرچه هست طبیعت است و دیگر هیچ. به ایزد یا خدایانی که طبیعت را آفریده‌اند باور دارند. در یزدان‌شناسی اینان نیز جای دارند و آن‌ها را معلول علت‌های ثانوی می‌دانند. در سده بیستم دبلیو وی کواین و جورج سانتی انا همراه فیلسوفانی دیگر چنین استدلال می‌کردند که طبیعت‌گرایی در علم بدین معناست که روش‌های علمی باید در فلسفه نیز کار گرفته شود. از این دیدگاه علم و فلسفه تشکیل یک پیوستار می‌دهند.

## تاریخچه
ایده‌ها و فرضیات فلسفی طبیعت‌گرایی نخستین بار در آثار فلاسفهٔ پیشا سقراطی اهل یونیه دیده شد. یکی از اینان تالس بود که او را پدر دانش شمرده‌اند زیرا نخستین کسی بود که به توضیح رویدادهای طبیعی بدون توسل به علل مافوق طبیعی پرداخت. این فیلسوفان نخستین طرفداران اصول پژوهش تجربی بودند که به شکلی چشم گیر پیش‌درآمد طبیعت‌گرایی بوده‌اند.
تأکید امروزی بر طبیعت‌گرایی روشمند از آراء متفکران مدرسی قرون وسطی طی رنسانس قرن دوازدهم برمی‌خیزد.
در پایان قرون وسطی جستجوی علل طبیعی وجه مشخصه فیلسوفان مسیحی و طبیعت‌گرا شده بود. گرچه وجه مشخصه هر دو بازگذاردن در بروی احتمال مداخله مستقیم الهی در کار طبیعت اغلب معاصران کم خرد خود را که به جای جستجوی توضیحات طبیعی پی معجزه می‌گشتند به تمسخر می‌گرفتند. ژان بوریدان (پس از ۱۲۹۵- حدود ۱۳۵۸) کشیشی در دانشگاه پاریس بود که «احتمالاً درخشان‌ترین استاد هنر قرون وسطی» خوانده شده به مقایسه جستجوی «علل طبیعی مناسب» توسط فلاسفه با عادت عوام به بستن پدیده‌های شگفت‌انگیز نجومی به امر فراطبیعی پرداخت. در قرن چهاردهم فیلسوف طبیعت‌گرا نیکول اورسم (حدود ۸۲–۱۳۲۰) که رفت تا کشیش کاتولیک رومی شود چنین وعظ می‌کرد در بحث شگفتی‌های گوناگون طبیعت «هیچ توجیهی برای توسل قدرت پروردگار، که آخرین ملجاء ضعفاست، یا به اجنه و شیاطین، یا خدای متعال، چنان‌که گویی مستقیماً بر این آثار تأثیر می‌گذارد نیست، به ویژه در مورد معلول‌هایی که علتشان را به خوبی می‌دانیم.»
علاقه به مطالعه طبیعت گرانه طبیعت در قرن شانزدهم و هفدهم وقتی بالا گرفت که مسیحیان بیشتری توجه خود را معطوف آنچه علل ثانویه‌ای نامیده می‌شد که خداوند در تمشیت جهان کار می‌گرفت کردند. کاتولیک ایتالیایی، گالیله (۱۶۴۲–۱۵۶۴) یکی از پیشتازان ترویج فلسفه نو بر این پای می‌فشرد که طبیعت «هیچگاه از اصول قانونی که بر او تحمیل شده سر نمی‌تابد.»
توجیه فلسفی برای از بین بردن «توسل به نیروهای فراطبیعی» حین بررسی جهان طبیعی را طرح ریختند. حالت‌های عدم شرکت خداباوری را برای علوم ارائه دهند.
در طول عصر روشنگری، فلاسفه‌ای از جمله فرانسیس بیکن و ولتر به شرح توجیهات فلسفی رد توسل به نیروهای فراطبیعی در پژوهش جهان طبیعی پرداختند. انقلاب‌های علمی آتی توانستند توضیحاتی برای زیست‌شناسی، زمین‌شناسی، فیزیک و دیگر علوم طبیعی ارائه دهند که ذاتاً یزدان‌گرایانه نبود.
گویند وقتی از سیمون دو لاپلاس پرسیده شد چرا در اثرش، مکانیک سماوی نامی از خدا نیست در پاسخ گفت «نیازی به آن فرضیه ندارم.»
کاربرد رایج طبیعت‌گرایی «زاده بحث هائی است که در نیمه نخست سدهٔ گذشته در آمریکا درگرفت. کسانی از آن روزگار که خود را ناتورالیست یا طبیعت‌گرا نامیدند عبارتند از جان دیوئی، ارنست نیگل، سیدنی هوک و روی وود سلارز.» از دید اینان طبیعت تنها واقعیت موجود بود و چیزی به نام «فرا طبیعی» نداریم. روش علمی چیزی است که باید در پژوهش کل حقیقت، از جمله روح بشر بکار گرفته شود.
اصطلاح «طبیعت‌گرایی روشمند» که در اشاره به این رویکرد بکار می‌رود بسی جدید تر است. به گفته رانلد نامبرز، جعل آن به‌دست پل دو وِریس، فیلسوفی از کالج وِتُن در سال ۱۹۸۳ بوده‌است. دو وِریس میان آنچه «ناتورالیسم یا طبیعت‌گرایی روشمند»، روشی علمی که هیچ چیز از وجود خدا نمی‌گوید و «ناتورالیسم یا طبیعت‌گرایی متافیزیکی» که «وجود خدا را منکر است» تفاوت قائل شد. ادوارد برایتمن اصطلاح «ناتورالیسم روشمند را در مقاله‌ای در مجله فلسفه در تقابل با» ناتورالیسم به‌طور اعم کار گرفته بود هر چند در آنجا این ایده هنوز تا حد تمایزات بعدی پخته نشده بود.
رابرت پناک از سال ۱۹۹۶ بدین سو در مجموعه‌ای از کتاب و مقاله از اصطلاح ناتورالیسم روشمند برای روشن‌سازی این معنا استفاده کرد که روش علمی خود را به توضیحات طبیعی محدود کرده پروای وجود یا نبود امر فرا طبیعی نمی‌کند و آنطور که آفرینش گرایان و مدافعان نظریه طراحی هوشمندانه، به ویژه فیلیپ ائی. جانسون می‌گویند بر پایه ناتورالیسم متافیزیک جزمی نیست. شهادت پناک به عنوان شاهد خبره درپرونده شکایت کیتسمیلر از منطقه مدارس دور (Dover Area School District) را قاضی در حکم خود بکار گرفته اینطور نتیجه‌گیری کرد که «ناتورالیسم روشمند» «قانون پایه ی» علم امروز است.

## طبیعت‌گرایی مابعد الطبیعی
طبیعت‌گرایی مابعد الطبیعی که ناتورالیسم هستی شناسانه و ناتورالیسم فلسفی نیز نام گرفته جهان بینی فلسفی و نظام اعتقادی ای است که معتقد است جز عناصر طبیعی، اصول و روابطی از دست که در علوم طبیعی پژوهیده می‌شود، یعنی آنچه برای فهم محیط فیزیکی و مدل‌های ریاضی نیاز است چیزی نیست. در حالی که طبیعت‌گرایی روشمند منحصراً به روش علمی اشاره دارد که طبیعت‌گرایی مابعد الطبیعی تنها یک مبنای هستی شناسانه عملی برایش فراهم می‌کند.
طبیعت‌گرایی ما بعد الطبیعی بر آن است که کلیه ویژگی‌های مرتبط با آگاهی و ذهن قابل تقلیل به طبیعت یا حدوث در آنند. به‌طور کلی می‌توان گفت دیدگاه معادل طبیعت‌گرایی متافیزیکی در منظری یزدان شناسانه عبارت است از ناتورالیسم دینی یا طبیعت‌گرایی معنوی. به‌طور اخص تر، ناتورالیسم ما بعد الطبیعی افکار و توضیحات فراطبیعی را که بخشی از عناصر متشکله بسیاری از ادیان است رد می‌کند.

## طبیعت‌گرایی روشمند
این هم گونه‌ای دیگر از طبیعت‌گرایی است که توجهش نه به دعاوی راجع به امر موجود بلکه شیوه‌های یادگیری فهم طبیعت است. این نوع طبیعت‌گرایی دقیقاً بدین معناست که کلیه تلاشهای علمی – تمامی فرضیه‌ها و رویدادها – را باید به یاری علت‌ها و معلولهای طبیعی سنجید و توضیح داد. به پیدایش طبیعت به عنوان عملی الهی نمی‌پردازند. این معنای دوم طبیعت‌گرایی تنها در پی آن است که چارچوبی فراهم آورد تا بتوان در آن به پژوهش علمی قوانین طبیعت پرداخت.
طبیعت‌گرایی روشمند راهی است برای کسب دانش و عبارت است از نظام متمایزی از اندیشید که رویکرد شناختی به واقعیت در ارتباط و از این رو نوعی فلسفه دانش است. پژوهشهای ایلین اکلوند نشان می‌دهد عالمان دین مدار نیز در واقع طبیعت‌گرایی روشمند را کار می‌گیرند. آن‌ها می‌گویند اعتقادات دینی بر شیوه اندیشیدن شان دربارهٔ دلالت‌های غالباً اخلاقی کارشان تأثیر می‌گذارد نه بر نوع استفاده‌شان از علم.
«شهادت‌های کارشناسان نشان می‌دهد پس از انقلاب علمی سده‌های شانزدهم و هفدهم علم به جستجوی علل طبیعی برای توضیح پدیده‌های طبیعی محدود شده… در حالی که گرچه این احتمال هست که توضیحات فراطبیعی مهم و ارزشمند باشد بخشی از علم به‌شمار نمی‌روند.» بدین ترتیب «طبیعت‌گرایی روشمند نوعی آئین تصنعی علم» است. این دست طبیعت‌گرایی «قاعده‌ای بنیادی» است که «از دانشمندان می‌خواهد توضیحات جهان پیرامونمان را برپایه آنچه توان دید، سنجید، تکرار و راستی آزمائی کرد بجویند.»

### رابرت تی. پناک
رابرت پناک معتقد است عوامل و قدرت‌های فراطبیعی «بالاتر و فراتر از عوامل و قدرتهای دنیای طبیعی» بوده «قید و بندهای قوانین طبیعی محدودشان نمی‌کند» و تنها غیرممکن‌های منطقی است که تعیین می‌کند عامل غیرطبیعی چه نتوانست کرد، و «گر بتوانیم دانش طبیعی را در فهم قدرتهای فراطبیعی کار گیریم در آن صورت آن قدرتها طبق تعریف دیگر فراطبیعی نخواهند بود. از آنجا که امر غیرطبیعی لزوماً ج راز دارد نمی‌تواند زمینه‌ای برای ارزیابی مدل‌های علمی در اختیار گذارد.» آزمایشگری نیازمند مشاهده و تسلط بر متغیر هاست… اما طبق تعریف هیچ تسلطی بر موجودیت‌ها یا نیروهای فراطبیعی نداریم. «گر به علم اجازه دهیم دست بدامن نیروهای فرا طبیعی سنجش ناپذیر گردد کار دانشمند بی معنا می‌گردد (علم به معانی نمی‌پردازد؛ و کار دانشمند بی معنا می‌شود و نظام بسته استدلال علمی نمی‌تواند در توضیح خودش بکار گرفته شود) و از این طریق نظامی که پیشرفت علمی را ممکن می‌کند تخریب می‌شود و» به همان شدت ناپذیرفتنی می‌شود که امدادهای غیبی که نمایشنامه نویسان یونان باستان در نجات شخصیتهای نمایش‌های خود از مخمصه بدان متوسل می‌شدند."
این دست طبیعت‌گرایی هیچ چیز از وجود و نبود امر فراطبیعی که طبق این تعریف ورای آزمون طبیعی قرار می‌گیرد نمی‌گوید. دیگر فیلسوفان علم بر آنند برخی توضیحات فراطبیعی می‌تواند در اصل سنجش پذیر باشند اما با توجه با نتایج گذشته چنان نا محتملند که نباید منابع را صرف اکتشاف شان کرد. به هر روی رد اصول فراطبیعی تنها مسئله‌ای مربوط به عمل است و از همین رو می‌شود هم‌زمان طبیعت‌گرایی روشمند و هستی‌شناسی معتقد به فرا طبیعت (مابعد الطبیعه) بود. مثالش اینکه گرچه عالمان طبیعت‌گرا در تلاش علمی خویش از طبیعت‌گرایی روشمند پیروی می‌کنند هم‌زمان می‌توانند خدا باور باشند (هستی‌شناسی معتقد به وجود امر فراطبیعی)، یا می‌توانند طبیعت گرایانی متافیزیکی و از این طریق ملحد باشند. این موضع منکر دانش برخاسته از آنچه در گذشته فراطبیعی شمرده می‌شد نمی‌شود هر چند می‌گویند گر بتوان چنین پدیده‌ای را به شکلی طبیعت گرایانه آزمود و روشن ساخت، طبق تعریف دیگر از مقوله فراطبیعی شمرده نمی‌شود.

### آلوین پلاتینگا
فیلسوف مسیحی معاصر می‌گوید طبیعت‌گرایی معتقد به تکامل طبیعی نا منسجم است. وی در ساینس اند تکنولوژی نیوز به حکم پرونده کیتس میلر می‌تازد و می‌گوید هرگونه تلاش بسامان و منظم که یافتن حقیقت جهان را آماج خویش گیرد به شکلی تجربی معنی دار و ذی‌ربط است.
هرگونه فعالیت که چنین شرایطی را احراز کند علم شمرده می‌شود. وی چنین نتیجه می‌گیرد که «اگر امر فراطبیعی را از علم مستثنی کنید چنانچه جهان یا بخشهایی در آن- همان‌طور که بسیاری از مردم باور دارند- علل فراطبیعی داشته باشند نمی‌توانید بروش علمی به آن حقیقت برسید.»

### دبلیو وی. کواین
کواین معتقد است هیچ دادگاهی بالاتر از خود علم طبیعی برای حقیقت وجود ندارد. از نظر او، هیچ روشی بهتر از روش علمی برای قضاوت در مورد ادعاهای علم وجود ندارد و هیچ نیازی و هیچ جایی برای «فلسفه اولی»، مانند متافیزیک (انتزاعی) یا معرفت‌شناسی ، که بتواند پشت علم یا روش علمی بایستد و آن را توجیه کند، وجود ندارد.
بنابراین، فلسفه باید در استفاده از یافته‌های دانشمندان در مسیر خود آزاد باشد، و در عین حال در ارائه انتقاد در مواردی که این ادعاها بی‌اساس، گیج‌کننده یا متناقض هستند، آزاد باشد. از نظر کواین، فلسفه «در امتداد» علم است و هر دو تجربی هستند.  طبیعت‌گرایی یک باور جزمی مبنی بر اینکه دیدگاه مدرن از علم کاملاً درست است، نیست. در عوض، به سادگی معتقد است که علم بهترین راه برای کاوش در فرآیندهای جهان است و این فرآیندها همان چیزی هستند که علم مدرن در تلاش برای درک آنهاست.

### کارل پوپر
کارل پوپر طبیعی‌گرایی را با نظریه استنتاج علمی برابر گرفت و بخاطر ایراداتی که به استنتاج داشت رد کرد (نک. اشکال استنتاج)، با این همه سودمندیش را به عنوان ابزار حدس و گمان پذیرفت.
روش طبیعت گرایانه (که گاه «نظریه استنتاجی دانش» نامیده می‌شود) ارزش‌های خود را دارد و شکی در آن نیست… این دیدگاه طبیعت گرایانه‌است که نمی‌پذیرم چرا که غیر نقادانه‌است. معتقدان به آن به از این غافلند که هر زمان که فکر می‌کنند حقیقتی را کشف کرده‌اند تنها توافقی (convention) را پیشنهاد کرده‌اند و نه بیشتر. از اینجاست که توافق مستعد تبدیل شدن به اصلی جزمی شود. این انتقاد از دیدگاه طبیعت گرایانه نه تنها در مورد معیار معنا که در مورد ایده علم و در نتیجه ایده روش تجربی صدق می‌کند.
پوپر می‌گفت علم می‌بایست به جای اینکار روشی مبتنی بر امکان نشان دادن تفاوت‌ها ایجاد شود زیرا هیچ تعداد از آزمایش نمی‌توانند نظریه‌ای را اثبات کنند بلکه ممکن است آزمایشی ناقض آزمایش دیگر باشد. به باور پوپر مشخصه تئوری‌های تجربی این است که خطا بودنشان اثبات پذیر است.